# 旁觀者
《旁觀者》（英文：The Spectator）是在1828年開始發行的英國週刊雜誌，現由巴克萊兄弟（Barclay Brothers）和《每日電訊報》擁有。其內容主要談及政治議題，筆風偏向保守（雖然不少經常投稿的作者如 Rod Liddle 被視為左派）。它亦涵蓋廣泛的題材，書籍、音樂、歌劇、電影、電視節目評論亦佔相當比例。

## 總編輯
- Robert Stephen Rintoul　1828-1861
- R. H. Hutton　　　　　　1861–87
- John St Loe Strachey　　1887–1925
- Evelyn Wrench　　　　　1925–32
- Henry Wilson Harris　　1932–52
- Walter Taplin　　　　　1953–54
- Ian Gilmour　　　　　　1954–59
- Brian Inglis　　　　　　1959–62
- Iain Hamilton　　　　　1962–63
- Iain Macleod　　　　　1963–65
- Nigel Lawson　　　　　　1966–70
- George Gale　　　　　　1970–73
- Harold Creighton　　　　1973–75
- Alexander Chancellor　　1975–84
- Charles Moore　　　　　1984–90
- Dominic Lawson　　　　1990–95
- Frank Johnson　　　　　1995–99
- 鲍里斯·约翰逊　　　　　1999–2005
- Matthew d'Ancona　　　2006–

## 外部連結
- 官方網站 （页面存档备份，存于）
- 《Exact Editions》提供的數碼版 （页面存档备份，存于）